# Балашовский уезд
Балашо́вский уе́зд — административно-территориальная единица Саратовской губернии, существовавшая в 1780—1928 годах. Уездный город — Балашов.

## Географическое положение
Уезд располагался на западе Саратовской губернии, граничил с областью Войска Донского, Тамбовской и Воронежской губерниями. Площадь уезда составляла в 1897 году 10 440,9 вёрст² (11 882 км²), в 1926 году — 13 945 км².

## История
Балашовский уезд был образован Указом императрицы Екатерины II от 7 (18) ноября 1780 года в составе Саратовского наместничества. Центром уезда стало село Балашово, преобразованное в уездный город Балашов.
Указом императора Павла I от 12 декабря 1796 года Саратовское наместничество было упразднено. Балашовский уезд вошёл в Астраханскую губернию. 5 марта 1797 года была создана Саратовская губерния, но без Балашовского уезда. В том же году Астраханская губерния была возвращена в прежние границы, а Балашовский уезд разделён между Новохопёрским и Сердобским уездами. Указом императора Александра I от 24 мая 1803 года Балашовский уезд был восстановлен.
23 июля 1928 года Балашовский уезд был ликвидирован, его территория вошла в состав Аркадакского, Балашовского, Романовского, Ртищевского, Самойловского, Тамалинского, Турковского районов Балашовского округа Нижне-Волжской области (позднее Нижне-Волжского края) (центр — город Балашов) и Еланского района Камышинского округа Нижне-Волжской области (позднее Нижне-Волжского края) (центр — город Камышин).

## Население
По данным переписи 1897 года в уезде проживало 311 704 чел. В городе Балашов проживало 10 309 чел.
По итогам всесоюзной переписи населения 1926 года население уезда составило 490 107 человек, из них городское — 28 675 человек.

### Языковой состав
Родной язык населения Балашовского уезда по данным переписи 1897 года:
| Язык                       | Численность, чел. | Доля     |
| -------------------------- | ----------------- | -------- |
| Русский («великорусский»)  | 269 482           | 86,45 %  |
| Украинский («малорусский») | 41 117            | 13,19 %  |
| Другие                     | 1 105             | 0,36 %   |
| Итого                      | 311 704           | 100,00 % |

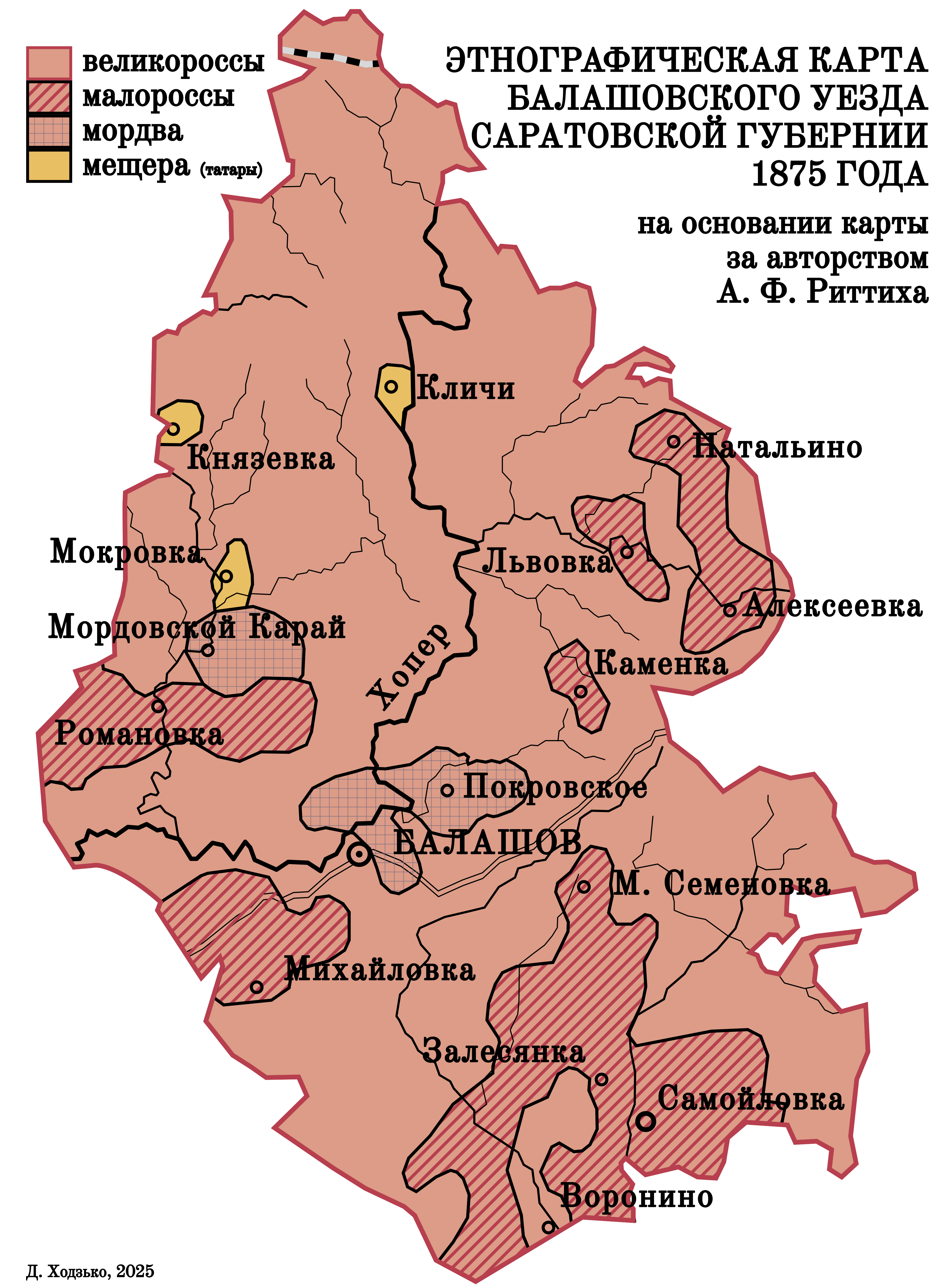
Этнографическая карта Балашовского уезда 1875 года

## Административное деление

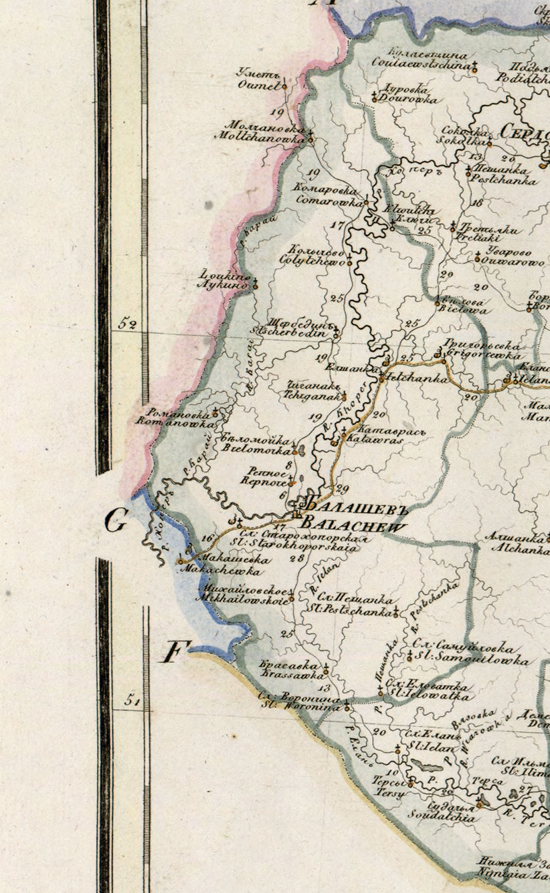
Балашовский уезд 1823 год

В 1890 году в состав уезда входило 43 волости:
| № п/п | Волость             | Волостное правление | Число селений | Население |
| ----- | ------------------- | ------------------- | ------------- | --------- |
| 1     | Алмазовская         | с. Алмазов Яр       | 5             | 3050      |
| 2     | Аркадакская         | с. Аркадак          | 7             | 6322      |
| 3     | Баклушинская        | с. Баклуши          | 9             | 6604      |
| 4     | Благовещенская      | с. Благовещенка     | 6             | 4614      |
| 5     | Бобылевская         | с. Бобылевка        | 4             | 4325      |
| 6     | Больше-Карайская    | с. Большой Карай    | 2             | 7914      |
| 7     | Боцмановская        | с. Боцманово        | 4             | 6146      |
| 8     | Грязнухинская       | с. Грязнуха         | 6             | 12935     |
| 9     | Дурникинская        | с. Дурникино        | 3             | 10401     |
| 10    | Завьяловская        | с. Завьялово        | 3             | 3296      |
| 11    | Зубриловская        | с. Зубриловка       | 9             | 5340      |
| 12    | Ивановская 1-я      | с. Ивановка 1-я     | 7             | 4016      |
| 13    | Ивановская 2-я      | с. Ивановка 2-я     | 7             | 4908      |
| 14    | Казачкинская        | с. Казачка          | 12            | 5801      |
| 15    | Котоврасинская      | с. Котоврас         | 4             | 5916      |
| 16    | Красавская          | с. Красавка         | 8             | 5372      |
| 17    | Красно-Коленская    | с. Красное Колено   | 10            | 3323      |
| 18    | Крутцовская         | с. Крутец           | 6             | 3124      |
| 19    | Львовская           | с. Львовка          | 5             | 4032      |
| 20    | Макаровская         | с. Макарово         | 10            | 6306      |
| 21    | Мало-Семеновская    | с. Малая Семеновка  | 4             | 3581      |
| 22    | Марьинская          | с. Марьино          | 11            | 3036      |
| 23    | Мещеряковская       | с. Мещеряковка      | 8             | 3733      |
| 24    | Михайловская        | с. Михайловка       | 7             | 7132      |
| 25    | Мордовско-Карайская | с. Мордовский Карай | 2             | 3733      |
| 26    | Ново-Покровская     | с. Новопокровское   | 5             | 3658      |
| 27    | Падовская           | с. Пады             | 4             | 6338      |
| 28    | Перевесинская       | с. Перевесинка      | 11            | 5630      |
| 29    | Песчанская          | с. Песчанка         | 4             | 8322      |
| 30    | Пинеровская         | с. Пинеровка        | 1             | 3567      |
| 31    | Рассказанская       | с. Рассказань       | 3             | 9030      |
| 32    | Романовская         | с. Романовка        | 1             | 6335      |
| 33    | Росташевская        | с. Росташи          | 5             | 2652      |
| 34    | Репинская           | с. Репное           | 4             | 7288      |
| 35    | Репьевская          | с. Репьевка         | 9             | 5032      |
| 36    | Самойловская        | с. Самойловка       | 4             | 13331     |
| 37    | Сестренская         | с. Сестренки        | 18            | 8858      |
| 38    | Северская           | с. Северка          | 14            | 4266      |
| 39    | Тростянская         | с. Тростянка        | 2             | 6372      |
| 40    | Турковская          | с. Турки            | 5             | 5943      |
| 41    | Усть-Шербидинская   | с. Усть-Щербедино   | 2             | 5785      |
| 42    | Чернавская          | с. Чернавка         | 9             | 4805      |
| 43    | Шепелевская         | с. Шепелевка        | 3             | 3210      |

В 1913 году в уезде было 46 волостей: Михайловская волость преобразована в Терновскую (с. Терновка), Марьинская — в Ольгинскую (с. Ольгино), образованы Андреевская (с. Андреевка), Данилкинская (с. Данилкино), Свинухинская (с. Свинуха) волости.

## Уездные предводители дворянства
| Года службы | Фамилия, Имя, Отчество                       | Должность/Чин               |
| ----------- | -------------------------------------------- | --------------------------- |
| 1780-1809   |                                              |                             |
| 1809-1812   | Войнов Яков                                  |                             |
| 1812-1828   |                                              |                             |
| 1828-1831   | Струков Степан Алексеевич                    |                             |
| 1831-1839   |                                              |                             |
| 1839-1843   | Евсюков Дмитрий Матвеевич                    | коллежский регистратор      |
| 1843-1845   | Евсюков Алексей Матвеевич                    | коллежский регистратор      |
| 1845-1848   |                                              |                             |
| 1848-1861   | Елагин Григорий Романович                    | статский советник           |
| 1861-1864   | Голицын-Прозоровский Александр Фёдорович     | князь, генерал-лейтенант    |
| 1864-1872   | Коваленков Александр Петрович                | губернский секретарь        |
| 1872-1881   | Голицын Лев Львович                          | князь, прапорщик в отставке |
| 1881-1886   | Голицын-Прозоровский Александр Александрович | князь, камер-юнкер          |
| 1886-1892   | Волконский Пётр Михайлович                   | князь                       |
| 1892-1897   | Львов Николай Николаевич                     |                             |
| 1897-1899   |                                              |                             |
| 1899-1902   | Орлов Михаил Николаевич                      | Поручик запаса              |
| 1903        | Унковский Семён Александрович                | титулярный советник         |
| 1904        |                                              |                             |
| 1905-1910   | Сумароков Аркадий Владимирович               | надворный советник          |
| 1909-1911   |                                              |                             |
| 1911        | Салов Николай Александрович                  | титулярный советник         |
| 1911-1913   |                                              |                             |
| 1913-1915   | Сумароков Аркадий Владимирович               | надворный советник          |
| 1915-1928   |                                              |                             |

## Религия
К 1857 году большинство населения Балашовского уезда составляли православные (99,7%).
На 1878 год в уезде, помимо православных, составляющих подавляющее большинство — 235 316 человек (99,4%), числились представители разных вероисповеданий - 1541 человек (0,6%).

## Образование
В 1888 году в уезде насчитывалось 76 земских школ, 31 церковно-приходских школ. Также в уезде работали 23 школы грамотности.
К 1907 году в уезде открылись три двухклассные церковно-приходские школы: Турковская мужская, Турковская женская и Самойловская смешанная; четыре сельские двухклассные училища Министерства народного просвещения (МНП): Дурникинское, 2-е Ивановское, Макаровское и Терновское. К 1912 году число сельских училищ МНП возросло до 14: Андреевское, Бобылёвское, Еловатское, Зубриловское, Мало-Семёновское, Ново-Покровское, Романовские 1-е, 2-е, 3-е и Самойловское.
К 1914 году в уезде работали 5 земских сельских двухклассных училища: Алмазово-Ярское, Больше-Меликское 2-е, Козловское, Падовское и Тростянское. К 1916 году открылись ещё 3 училища: Больше-Грязнухинское, Еременихинское и Свинухинское.
Также к 1916 году открылись следующие учебные заведения: Макаровское смешанное высшее начальное училище, торговая школа в селе Романовка и Аркадакская второклассная церковно-приходская школа.

## Здравоохранение
К 1880 году в Балашовском уезде земские больницы существовали в Турках и Зубриловке, приёмные покои — в Романовке и Самойловке.
К 1888 году уезд был разделён на 7 земских врачебных участков: Аркадакский, Ивановский 2-й, Романовский, Самойловский, Северский, Сестренский (с. Ключи) и Турковский. Также земские врачи были при имениях Нарышкина в Падах и Голицыных-Прозоровских в Зубриловке.
К 1912 году в уезде работали 12 земских больниц: Аркадакская, Данилкинская, Ивановская 1-я, Ключевская, Красавская, Мало-Ивановская, Падовская, Песчанская, Северская, Репьёвская, Романовская, Самойловская и Турковская. К 1916 году открылись Мало-Шатневская, Ново-Покровская, Перевесенская и Разсказанская земские больницы.